# Большой Рейчваж
 Большой Рейчваж  — деревня в Шарангском районе Нижегородской области в составе городского поселения Рабочий посёлок Шаранга.

## География
Расположена на расстоянии менее 2 км на север от районного центра поселка Шаранга.

## История
Известна с 1873 года как починок Речваж (Горюгина), где было дворов 19 и жителей 116, в 1905 (уже деревня Большой Рейчваж) 45 и 331, в 1926 (Старый Рейчваж) 68 и 392, в 1950 (Большой Речваж) 88 и 281.

## Население
Постоянное население составляло 88 человека (русские 97%) в 2002 году, 89 в 2010.